# 渓畔林
渓畔林（けいはんりん）とは、渓流沿いに繁茂する森林のことをいう。

## 概要
幅の広い河川の河川敷に繁茂している森林は、河畔林として区別される。なお、渓畔林と河畔林を併せて水辺林という。湿ったレキや砂質土という劣悪な生育環境から、ヤナギやハンノキなどで小径木で構成されることが多い。一般に出水しやすい土地に生育することから、大径木になるまで成長し、他の樹種へ二次遷移することは稀である。洪水時には流出して、下流の橋梁などに詰まり出水の原因となることもあるが、渓畔林自体が上流からの流木を捕捉する効果も見込まれることから、防災上の効果の判定は難しいものがある。連続した渓畔林は、野生動物の生息場所や移動のための回廊として重要である。